# اچ‌ام‌اس ایندفیتیگبل (۱۹۰۹)
اچ‌ام‌اس ایندفیتیگبل (۱۹۰۹) (به انگلیسی: HMS Indefatigable (1909)) یک کشتی بود که طول آن ۵۹۰ فوت (۱۷۹٫۸ متر) بود. این کشتی در سال ۱۹۰۹ ساخته شد.